# 팔레 드 볼리외

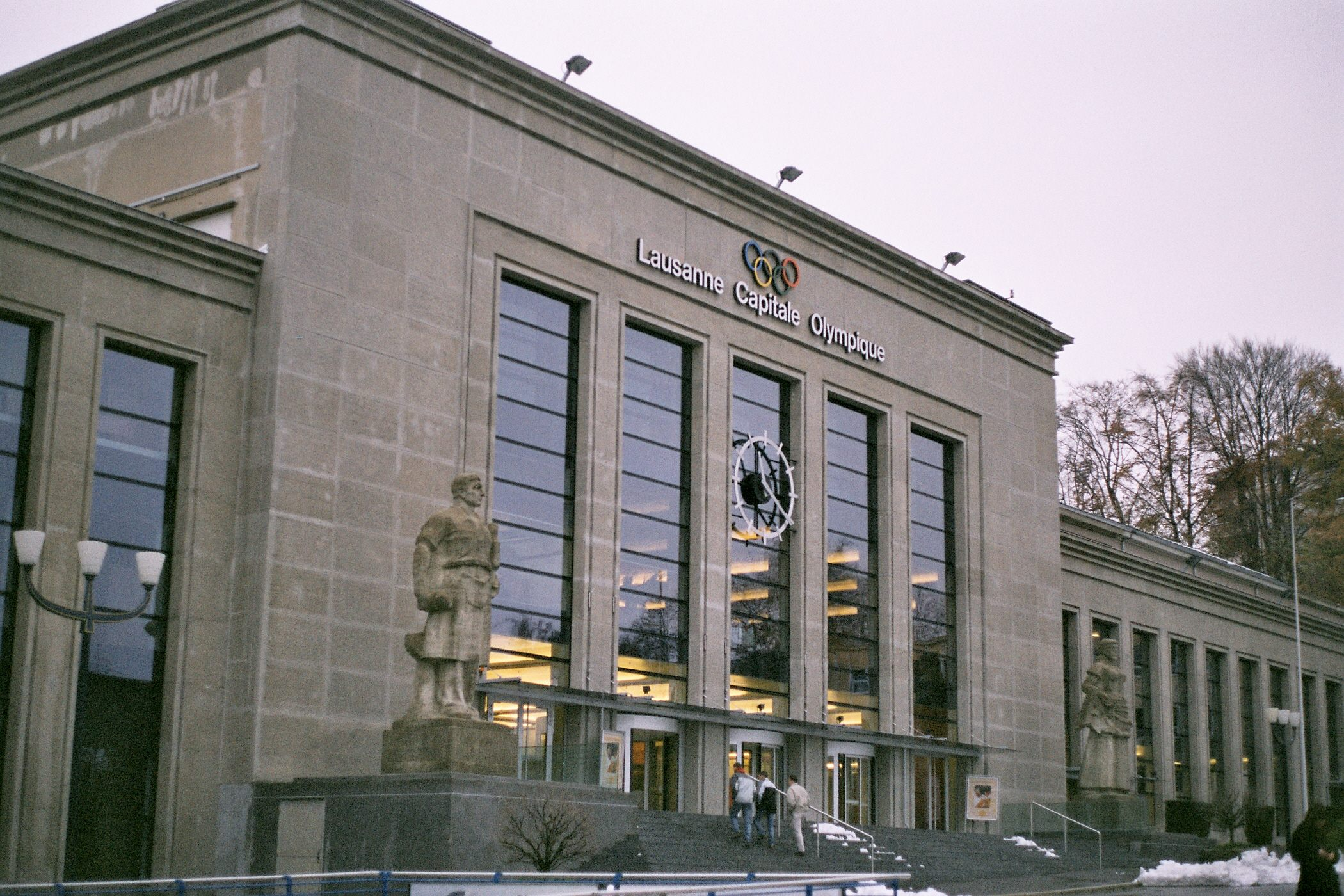
팔레 드 볼리외 센터, 로잔

팔레 드 볼리외(프랑스어: Palais de Beaulieu)는 스위스 보 주 로잔에 위치한 로잔 컨벤션 및 전시 센터의 역사적이고 상징적인 건물이다. 팔레 드 보리외는 주로 컨벤션과 행사를 개최하는 컨벤션 센터로, 테아트르 드 보리외 콘서트, 무용 및 극장 홀이 있다. 1,844석 규모의 테아트르 드 보리외는 스위스에서 가장 큰 극장이다. 국제 발레 콩쿠르인 로잔 그랑프리도 팔레 드 보리외에서 개최된다. 지역 TV 채널인 La Télé는 보리외에 스튜디오와 사무실을 두고 있으며 베자르트 발레 로잔 컴퍼니도 이곳에 있다. 1989년 유로비전 송 콘테스트가 개최된 팔레의 6, 7번 컨퍼런스 홀 로잔의 보리외 지역에 위치한 컨벤션 및 전시 센터는 6헥타르가 넘는 부지에 자리하고 있다. 11,000㎡의 바닥과 12,000㎡의 공공 정원을 자랑한다. 컨벤션 센터는 약 20개의 모듈형 객실과 홀을 사용한다. MCH 그룹에 속한 보리외 로잔은 스위스의 주요 박람회와 전시회를 개최하기도 한다. 로잔 기차역과 함께 '로잔 카피탈레 올림픽'("로잔 올림픽 수도")이라는 간판을 내건 두 건물 중 하나이다. 1954년에 설치된 카시미르 레이몽의 동상 두 개는 공예와 농업을 상징한다. 1974년 7월 150개국, 2,400명이 넘는 참가자들이 스위스 로잔에 모여 세계복음화를 위한 제1차 세계복음화국제대회(영어: The First International Congress on World Evangelization)혹은 로잔회의(영어: Lausanne Congress)를 개최했다.